# Dujker czarnopręgi
Dujker czarnopręgi (Cephalophus dorsalis) – gatunek ssaka parzystokopytnego z rodziny wołowatych, zaliczany do grupy dujkerów.

## Występowanie i biotop
Obecny zasięg występowania gatunku obejmuje obszary Afryki równikowej. Jego siedliskiem są gęste lasy.

## Charakterystyka ogólna
| Podstawowe dane         | Podstawowe dane |
| ----------------------- | --------------- |
| Długość ciała           | 70–100 cm       |
| Długość ogona           | 8–15 cm         |
| Wysokość w kłębie       | 40–55 cm        |
| Masa ciała              | 15–20 kg        |
| Dojrzałość płciowa      | 9–18 miesięcy   |
| Ciąża                   | 8,5–9 miesięcy  |
| Liczba młodych w miocie | 1–2             |
| Długość życia           | 10–12 lat       |

### Wygląd
Ubarwienie czerwonobrązowe, wzdłuż grzbietu ciągnie się ciemny pas. Rogi o długości 5–10 cm występują u przedstawicieli obydwu płci.

### Tryb życia
Prowadzą nocny tryb życia, samotnie lub w parach. Są wszystkożerne. Dujker czarnopręgi żyje 10–12 lat.

### Rozród
Samice osiągają dojrzałość płciową pomiędzy 9-12, natomiast samce pomiędzy 12-18 miesiącem życia. Ciąża u tego gatunku trwa 8,5 do 9 miesięcy, na świat przychodzi zwykle jedno, rzadko dwa młode.
Młode rodzą się ubarwione jednolicie w kolorze czekoladowobrązowym, charakterystyczny pas wzdłuż grzbietu pojawia się około czwartego miesiąca życia. Ubarwienie osobników dorosłych uzyskują około 1 roku.

## Podgatunki
- C. dorsalis dorsalis Gray, 1846
- C. dorsalis castaneus Thomas, 1892

## Zagrożenia i ochrona
Gatunek jest objęty konwencją waszyngtońską  CITES (załącznik II).
W Czerwonej księdze gatunków zagrożonych Międzynarodowej Unii Ochrony Przyrody został zaliczony do kategorii NT (bliski zagrożenia). Od 2008 do 2016 r. był uznawany za gatunek najmniejszej troski (LC).